# Centre médical Sahmyook
 (décembre 2023).
Le centre médical Sahmyook est un hôpital adventiste à Séoul en Corée du Sud. Il admet 30 000 hospitalisés par an. Il possède plusieurs services, tels que l'hôpital des enfants Sahmyook, le centre de protonthérapie, l'institut de transplantation cardiaque et le centre du traitement du foie. L'hôpital est affilié à l'université Sahmyook pour la formation d'infirmiers.